# Jamides celeno
Jamides celeno är en fjärilsart som beskrevs av Pieter Cramer 1775. Jamides celeno ingår i släktet Jamides och familjen juvelvingar. Inga underarter finns listade i Catalogue of Life.

## Bildgalleri

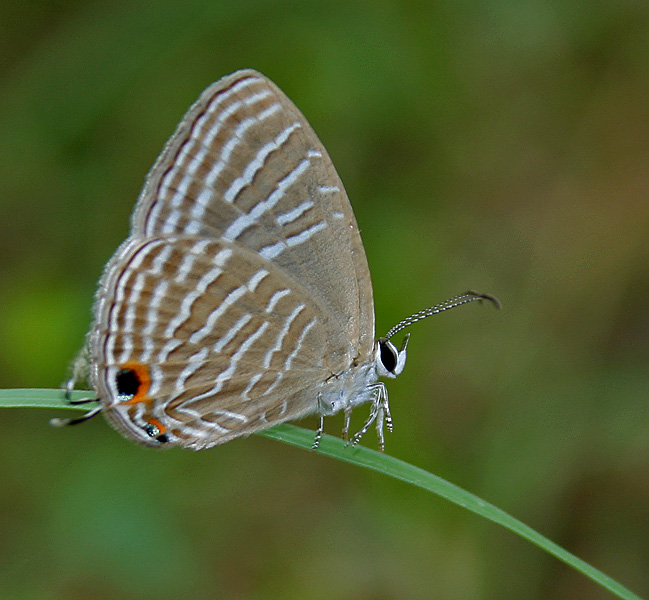
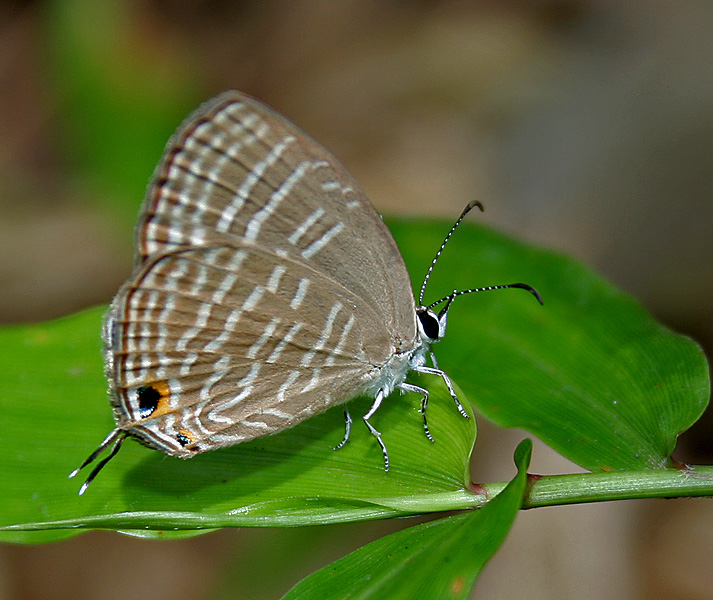
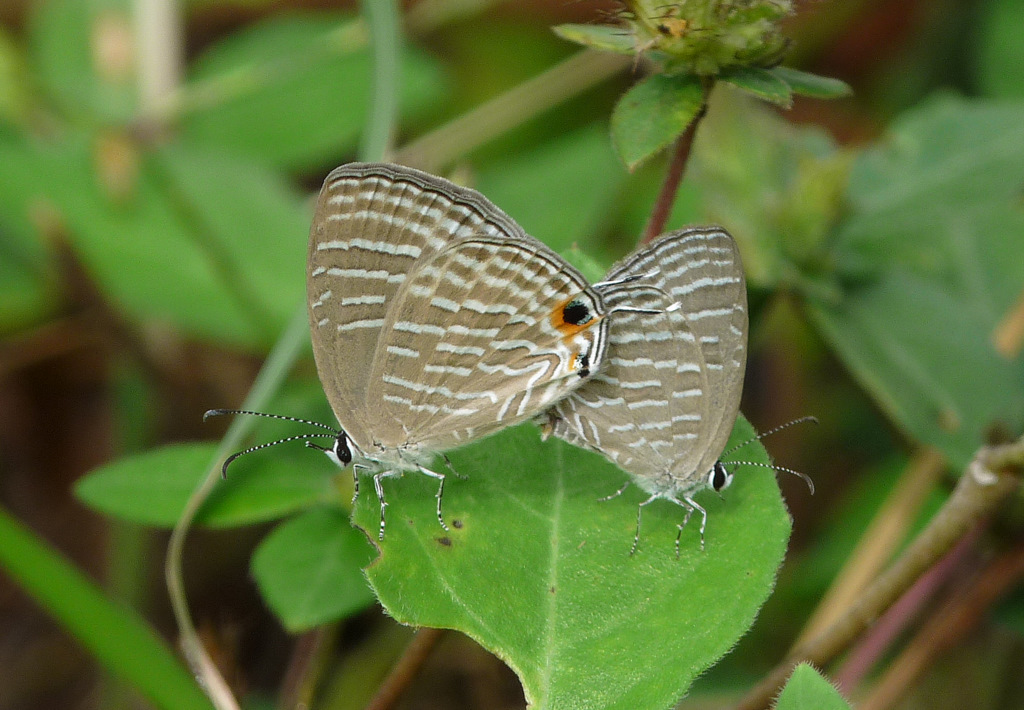
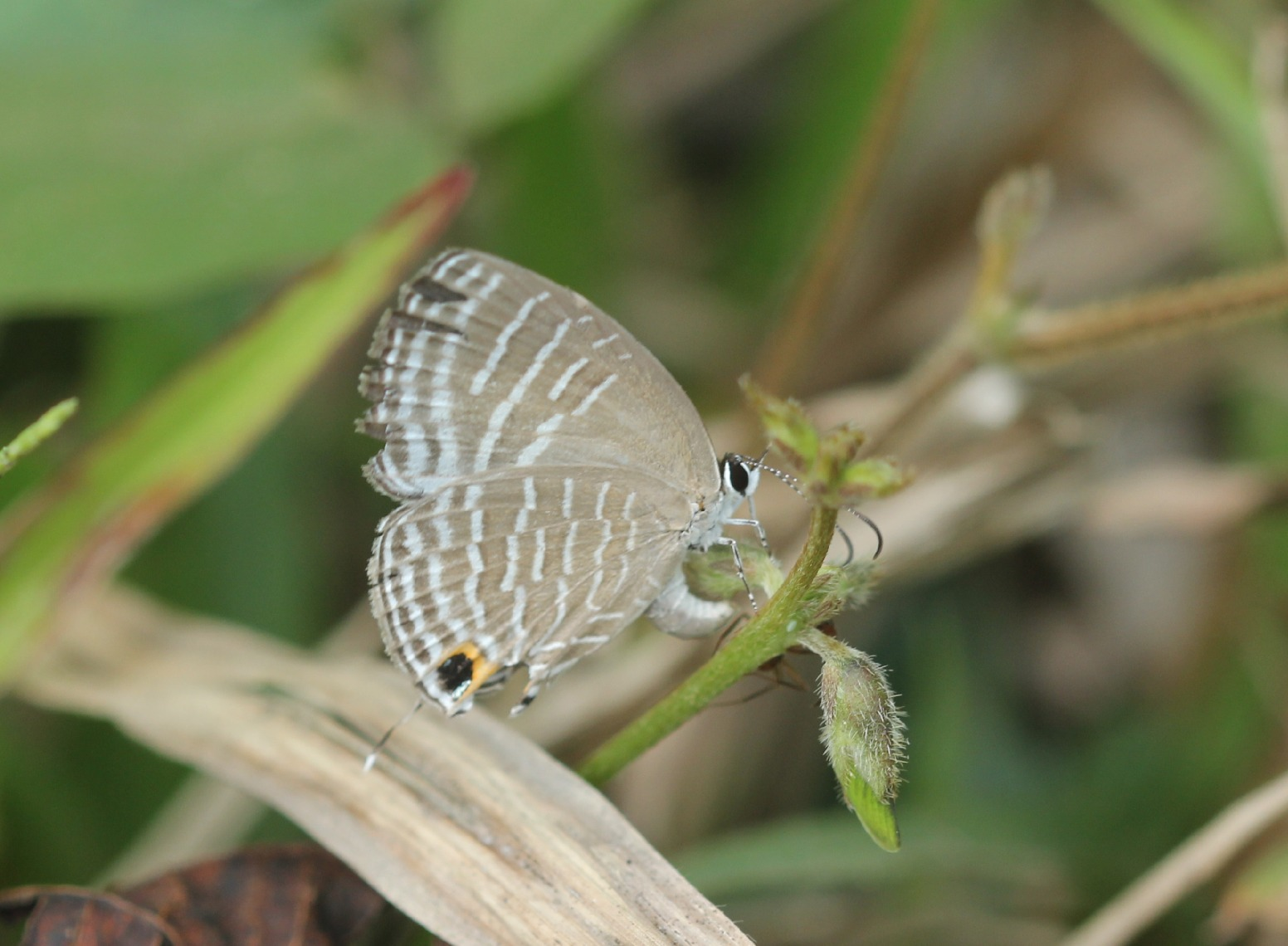
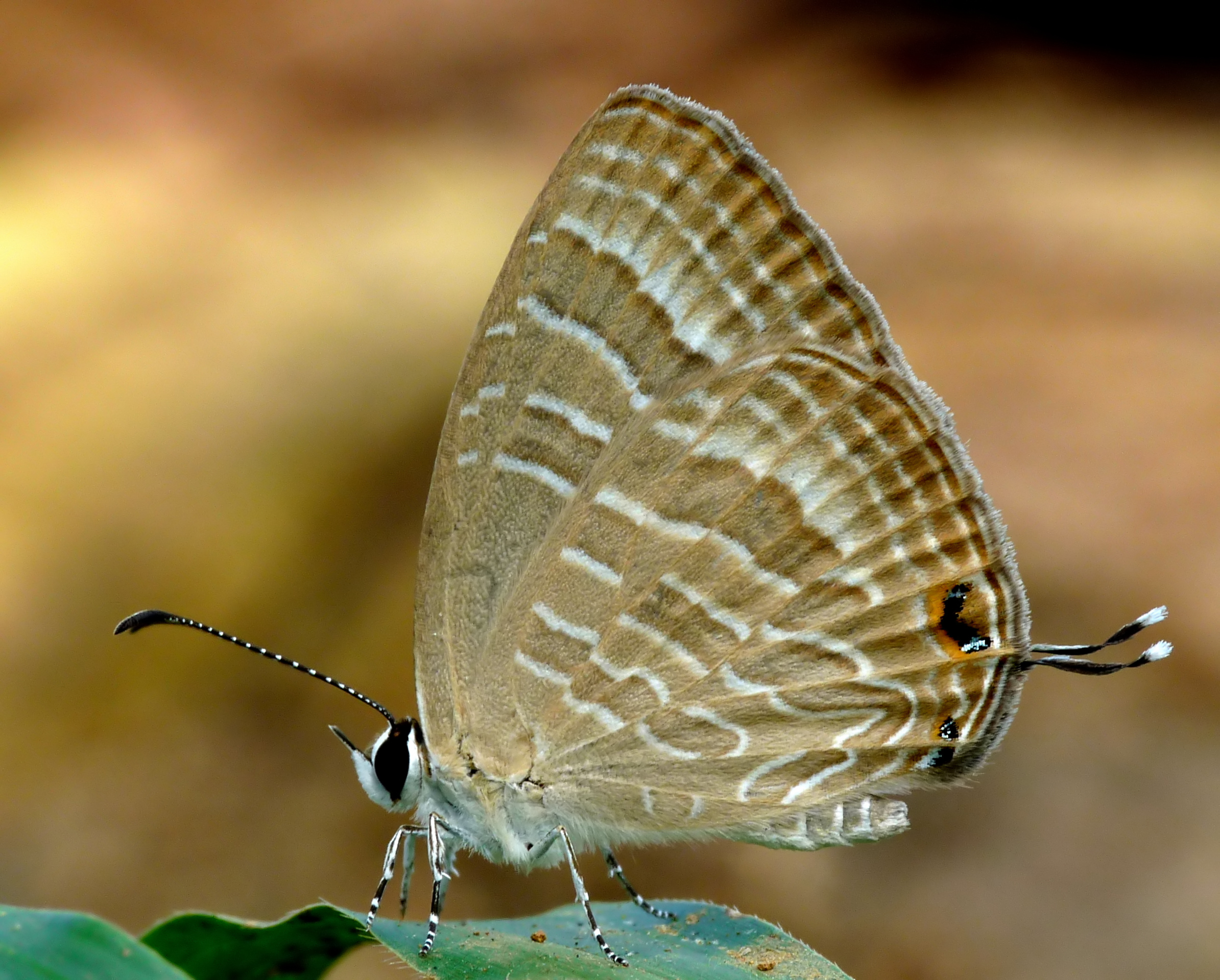
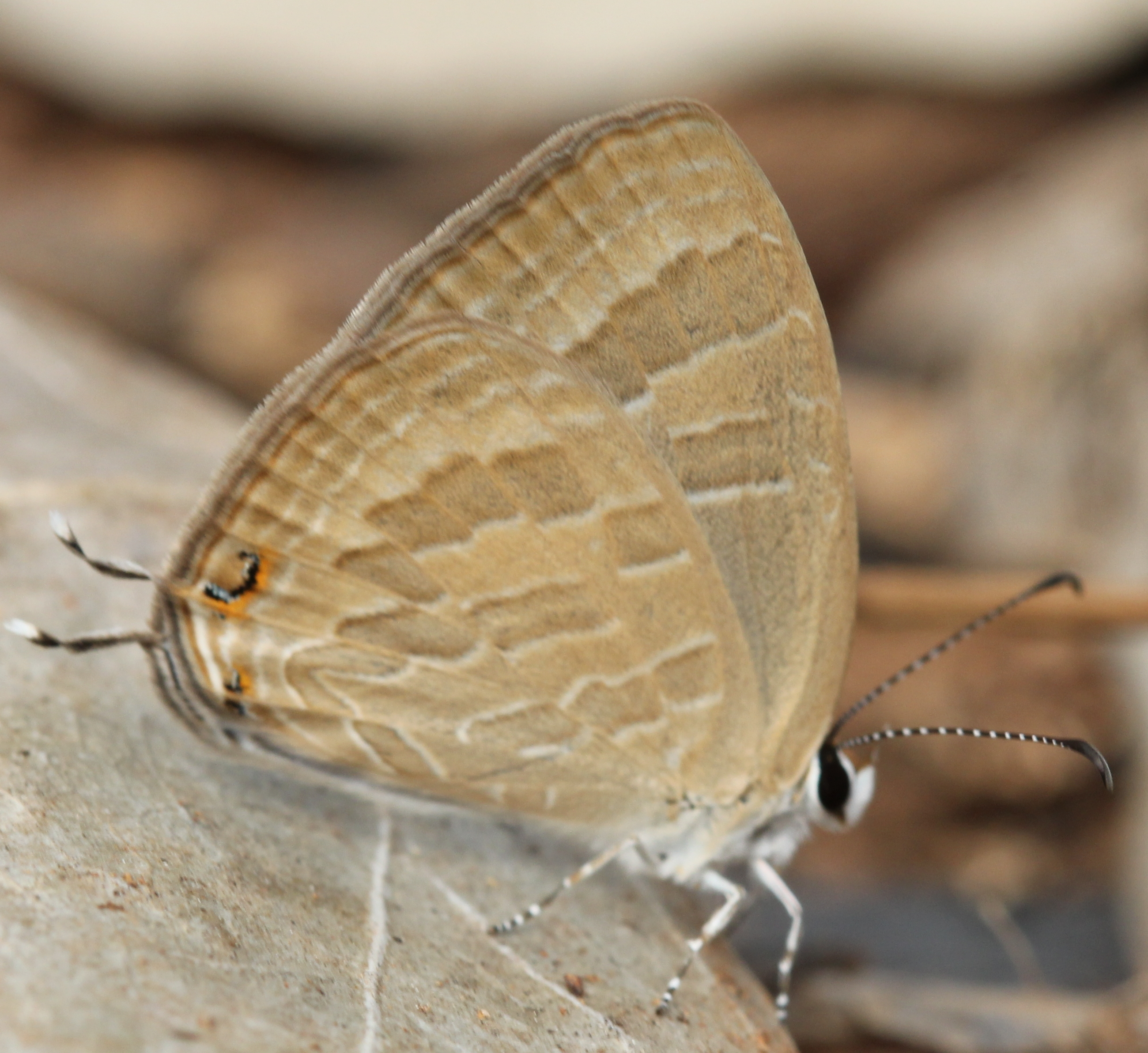